# Razer Phone
Razer Phone è uno smartphone Android progettato e sviluppato da Razer Inc., in vendita dal 15 novembre 2017 negli Stati Uniti.

## Specifiche tecniche

### Hardware
Il Razer Phone monta un display Sharp IGZO LCD IPS con risoluzione di 1440 x 2560 pixel e con una frequenza di 120 Hz, che permette una fluidità maggiore nella navigazione software e gaming, ambito per il quale lo smartphone è principalmente rivolto. Lo schermo ha un risoluzione di 5.7 pollici. È dotato di un processore Qualcomm Snapdragon 835, un octa-core a 2.54 GHz con processo produttivo a 10 nm, equipaggiato con una GPU Adreno 540, 64 GB di memoria interna (espandibili fino a 2 TB e 8 GB di RAM di tipo LPDDR4. È dotato di connettività GSM/HSPA/LTE quad band, Wi-Fi 802.11 a/b/g/n/ac dual band, GPS con A-GPS, NFC, Bluetooth 4.2, USB Type-C di tipo 2.0.